# Puyehue (flygplats)
Puyehue är en flygplats i Chile.   Den ligger i provinsen Provincia de Osorno och regionen Región de Los Lagos, i den södra delen av landet, 800 km söder om huvudstaden Santiago de Chile. Puyehue ligger 198 meter över havet. Den ligger vid sjön Lago Puyehue.
Terrängen runt Puyehue är varierad. Runt Puyehue är det mycket glesbefolkat, med 6 invånare per kvadratkilometer..
I omgivningarna runt Puyehue växer i huvudsak blandskog.